# Berlinia bruneelii
Berlinia bruneelii, vrsta drveta iz porodice mahunarki. Domaće područje ove vrste je zapadna središnja tropska Afrika do NE. Angole, prvenstveno raste u vlažnom tropskom biomu.

## Opće informacije
Berlinia bruneelii je drvo koje može narasti od 2 do 40 metara. Promjer debla može biti 20-25 cm. Klasificirana kao 'najmanje zabrinjavajuća' na Crvenom popisu ugroženih vrsta IUCN-a (2013.).

## Raspon
Zapadna tropska Afrika - Kamerun, Ekvatorijalna Gvineja, Srednjoafrička Republika, Gabon, Kongo, DR Kongo, Angola.

## Stanište
Nizinska šuma, uz potoke i rubove močvara; na nadmorskoj visini od 250-600 metara.

## Ljekovitost
Nije poznato.

## Ostale namjene
Ne postoji dokumentirana ljudska uporaba ove vrste, međutim druge vrste iz ovog roda skupljaju se lokalno za građevni materijal, kao i za hranu i lijekove. Ova je vrsta blisko povezana s B. confusa i vjerojatno će se koristiti na slične načine. Drvo raznih vrsta u ovom rodu vrlo je slično pa će se ova vrsta vjerojatno koristiti u svrhe kao što su konstrukcija, namještaj i podovi.
Drvo Berlinia općenito je slično bijelom hrastu (Quercus alba) po trajnosti, gustoći i korisnosti. To je atraktivno, dekorativno tvrdo drvo koje se može koristiti za finu unutarnju stolariju.